# Euthelepus setubalensis
Euthelepus setubalensis är en ringmaskart som beskrevs av McIntosh 1885. Euthelepus setubalensis ingår i släktet Euthelepus och familjen Terebellidae. Arten har ej påträffats i Sverige. Inga underarter finns listade i Catalogue of Life.